# Blatnička
Blatnička är en ort i Tjeckien.   Den ligger i regionen Södra Mähren, i den östra delen av landet, 260 km sydost om huvudstaden Prag. Blatnička ligger 264 meter över havet och antalet invånare är 449.
Terrängen runt Blatnička är platt åt nordväst, men åt sydost är den kuperad.Runt Blatnička är det ganska glesbefolkat, med 30 invånare per kvadratkilometer. Närmaste större samhälle är Uherské Hradiště, 15,8 km norr om Blatnička. Omgivningarna runt Blatnička är en mosaik av jordbruksmark och naturlig växtlighet.